# Tang-e Zard
Tang-e Zard (persiska: تَنگِ زَرد) är en ort i Iran.   Den ligger i provinsen Bushehr, i den centrala delen av landet, 700 km söder om huvudstaden Teheran. Tang-e Zard ligger 853 meter över havet och antalet invånare är 573.
Terrängen runt Tang-e Zard är kuperad åt nordväst, men åt sydost är den platt. Runt Tang-e Zard är det ganska glesbefolkat, med 43 invånare per kvadratkilometer. Närmaste större samhälle är Tang-e Eram, 5,3 km nordväst om Tang-e Zard. Trakten runt Tang-e Zard är ofruktbar med lite eller ingen växtlighet.